# Municipio de Wolfscrape
El municipio de Wolfscrape (en inglés: Wolfscrape Township) es un municipio ubicado en el  condado de Duplin en el estado estadounidense de Carolina del Norte. En el año 2010 tenía una población de 3.267 habitantes.

## Geografía
El municipio de Wolfscrape se encuentra ubicado en las coordenadas 35°7′33.59″N 77°59′7.95″O / 35.1259972, -77.9855417.